# François Marie Lamour
Pour les articles homonymes, voir Lamour.
François Marie Lamour, né le 22 août 1772 à Vannes (Morbihan) et mort le 2 mai 1813 près de Lützen (royaume de Saxe), est un général français de la Révolution et de l’Empire.

## Biographie

### Pendant les guerres de la Révolution
Lieutenant au 2e bataillon de fédérés à l'armée du Nord le 3 août 1792, capitaine le 30 octobre suivant, il est incorporé dans le 14e régiment d'infanterie, par amalgame 27e demi-brigade le 3 nivôse an II, et 23e de bataille, à Cologne, en l'an IV.
Pendant cette dernière campagne de l'armée de Sambre-et-Meuse, il a le commandement du 2e bataillon de sa demi-brigade, quoique le dernier et plus jeune capitaine du corps ; et c'est à sa tête, qu'au combat de Ratisbonne le 5 fructidor, il culbute deux bataillons d'infanterie autrichienne, lui reprend une position avantageuse, et délivre 300 hommes et 11 officiers de la 43e faits prisonniers de guerre au commencement de la journée. Le général Jourdan, témoin de cette action, fait au capitaine la promesse du grade de chef de bataillon.
Le 7 du même mois, après le combat d'Amberg, la 23e sous les ordres de Ney, est chargée de soutenir la retraite de l'armée et de défendre jusqu'à la dernière extrémité la tête du défilé de Sulzbach. Lamour, de son côté, repousse trois fois la cavalerie autrichienne qui faisait les plus grands efforts pour gagner la queue des colonnes françaises, mais accablé par un ennemi dix fois plus nombreux, il fait former le carré à sa troupe, soutient le choc pendant deux grandes heures, et ne se rend qu'après avoir brûlé sa dernière cartouche, et quand éloigné de l'armée française, il voit son bataillon réduit à 200 hommes.
Rendu seulement en l'an V, il reprend quoique capitaine, le commandement du 2e bataillon de la 23e à l'armée du Rhin, et passe en l'an VII en Helvétie, où il devient capitaine de grenadiers le 20 nivôse.
Passé en l'an VIII à l'armée du Danube, et à celle du Rhin en l'an IX, il est chargé le 10 frimaire, deux jours avant la bataille de Hohenlinden, de former l'arrière-garde d'un régiment de grenadiers de la division Ney qui, vivement menacée par les tirailleurs ennemis, fait sa retraite entre Hang et Muldorff. En sortant d'un bois dont l'ennemi garde la lisière, Lamour rencontre le capitaine Leclerc embarrassé dans une route de traverse, ayant deux pièces d'artillerie légère embourbées et en tête, une pièce de 8 dont la roue brisée empêche la retraite de tout le train. On allait déjà couper les traits pour emmener les chevaux, lorsque Leclerc apercevant son camarade déboucher du bois, le supplie de lui sauver l'honneur en l'aidant à sauver ses canons. Aussitôt Lamour met sa première section en bataille sur la route avec un peloton de canonniers à cheval pour arrêter la charge de l'ennemi, envoie sa seconde section et le reste des canonniers à cheval en tirailleurs pour gêner la marche des assaillants, et pendant ce temps, il parvient à faire remettre sur pied les trois pièces que les soldats ramenent en triomphe. Cette opération encore assez longue et faite sous le feu de l'ennemi, coûte 5 grenadiers tués et 12 blessés au capitaine Lamour, qui est proposé une seconde fois par le général Ney à Moreau pour le grade de chef de bataillon.
Après la paix de Lunéville, il rentre en France, tient garnison successivement à Dijon, à Marseille et à Corbeil, est envoyé en recrutement le 1er vendémiaire an XI et reçoit la décoration de la Légion d'honneur, à Paris le 25 prairial an XII.

### Pendant les guerres napoléoniennes
Nommé en messidor suivant, adjoint à l'état-major du camp de Montreuil, il fait avec le 6e corps la campagne d'Autriche, et montre une grande valeur à la prise d'Ulm, où il dirige une colonne. Pendant l'affaire de Scofeld, il sut éviter habilement le gros des troupes autrichiennes qui se sauvent de Scharnitz, et fait prisonnier le major qui en commande l'avant-garde. Chef de bataillon le 18 juillet 1806, il passe au 59e régiment de ligne le 15 août, puis au 27e le 1er octobre, et tient la conduite la plus brillante à la tête d'un bataillon le jour de la bataille d'Iéna.
Il passe en qualité de major au 88e régiment d'infanterie le 7 janvier 1807, et sert au 5e corps pendant la campagne d'Eylau et de Friedland, est nommé colonel du 39e de ligne, alors au 6e corps de l'armée d'Espagne le 25 octobre 1810, et tombe au pouvoir de l'ennemi à la prise d'Albuquerque en Estramadure le 15 mars 1811.
Parvenu à s'échapper des mains des Anglais, il rentre en France au commencement de 1813, et rejoint la Grande Armée, où l'Empereur le désigne pour commander le 22e régiment de ligne, à la tête duquel il est tué à la bataille de Lützen le 2 mai. On ignore encore sa mort au quartier général, lorsqu'il est compris comme général de brigade dans un décret de promotion rendu à Borna le 4 mai 1813.

## Dotation
- Le 15 août 1809, donataire d’une rente de 4 000 francs sur Rome.

## Armoiries
| Figure | Nom du baron et blasonnement |
| ------ | --- |
|        | Armes du baron François Marie Lamour et de l'Empire, décret du 15 août 1809, lettres patentes du 21 novembre 1810, chevalier de la Légion d'honneur D'azur à la croix d'argent, cantonnée au premier et quatrième d'une molette, au deuxième et troisième d'une grenade allumée, le tout d'or : sur le tout de gueules au lion rampant armé d'une épée d'argent : franc quartier des barons tirés de l'armée. Livrées : les couleurs de l'écu. |

## Sources
- « François Marie Lamour », dans Charles Mullié, Biographie des célébrités militaires des armées de terre et de mer de 1789 à 1850, 1852 [détail de l’édition]
- Thierry Pouliquen, « Les généraux français et étrangers ayant servis [sic] dans la Grande Armée » (consulté le 30 mars 2016)
- A. Lievyns, Jean Maurice Verdot, Pierre Bégat, Fastes de la Légion-d'honneur, biographie de tous les décorés accompagnée de l'histoire législative et réglementaire de l'ordre, Tome 5, Bureau de l’administration, 1842, 575 p. (lire en ligne), p. 505.
- Vicomte Révérend, Armorial du Premier Empire, tome 3, Honoré Champion, libraire, Paris, 1897, p. 34.
- « La noblesse d’Empire » (consulté le 30 mars 2016)